# Кубок Імператора Японії з футболу 2020
Кубок Імператора Японії з футболу 2020 — 100-й розіграш кубкового футбольного турніру в Японії. Титул володаря кубка вперше здобув Кавасакі Фронтале.

## Календар
| Раунд           | Дата              | Матчі | Клуби   |
| --------------- | ----------------- | ----- | ------- |
| Перший раунд    | 16 вересня 2020   | 16    | 52 → 36 |
| Другий раунд    | 23 вересня 2020   | 16    | 36 → 20 |
| Третій раунд    | 28 жовтня 2020    | 8     | 20 → 12 |
| Четвертий раунд | 12-13 грудня 2020 | 4     | 12 → 8  |
| П'ятий раунд    | 20 грудня 2020    | 2     | 8 → 6   |
| Шостий раунд    | 23 грудня 2020    | 2     | 6 → 4   |
| 1/2 фіналу      | 27 грудня 2020    | 2     | 4 → 2   |
| Фінал           | 1 січня 2021      | 1     | 2 → 1   |

## П'ятий раунд
| Команда 1         | Рахунок | Команда 2                  |
| ----------------- | ------- | -------------------------- |
| 20 грудня 2020    |         |                            |
| Фукуй Юнайтед (5) | 0:3     | Фукуяма Сіті (4)           |
| Хонда (4)         | 2:1     | Цукубський університет (У) |

## Шостий раунд
| Команда 1           | Рахунок | Команда 2        |
| ------------------- | ------- | ---------------- |
| 23 грудня 2020      |         |                  |
| Блаубліц Акіта (3)  | 3:1     | Фукуяма Сіті (4) |
| Токусіма Вортіс (2) | 3:0     | Хонда (4)        |

## 1/2 фіналу
| Команда 1         | Рахунок | Команда 2           |
| ----------------- | ------- | ------------------- |
| 27 грудня 2020    |         |                     |
| Кавасакі Фронтале | 2:0     | Блаубліц Акіта (3)  |
| Ґамба Осака       | 2:0     | Токусіма Вортіс (2) |

## Фінал
| 1 січня 2021 7:40 (EEST) |

| Кавасакі Фронтале | 1:0      | Ґамба Осака |
| ----------------- | -------- | ----------- |
| Мітома 55'        | Протокол |             |

| Новий національний стадіон, Токіо Глядачів: 13 318 Арбітр: Хіроюкі Кімура |